# Lilja Sigurðardóttir
Lilja Sigurðardóttir, född 1972 i Akranes, Island, är en isländsk författare. Lilja studerade pedagogik vid Háskóli Íslands och skrev sedan undervisningsmaterial för förskolor. Lilja debuterade som författare 2009.